# Beautiful Creatures (película de 2000)
Beautiful Creatures (conocida en Latinoamérica como Divinas criaturas) es una película británica de 2000 dirigida por Bill Eagles y protagonizada por Rachel Weisz y Susan Lynch. Lynch recibió una nominación a los premios British Independent Film Awards por su participación en la cinta.

## Reparto
- Rachel Weisz como Petula.
- Susan Lynch como Dorothy.
- Iain Glen como Tony.
- Tom Mannion como Brian McMinn.
- Maurice Roëves como Ronnie McMinn.
- Alex Norton como Detective Inspector Hepburn.
- Jake D'Arcy
- Juliet Cadzow